# Überdruckturbine

Druck- und Geschwindigkeitsverlauf in einer Reaktionsturbine am Beispiel einer Kaplan-Rohrturbine. Im Bereich des Laufrads (rot hinterlegt) wird der Druck abgebaut.

Unter einer Überdruckturbine oder Reaktionsturbine versteht man eine Turbine, bei welcher das Arbeitsmedium vor dem Laufrad einen höheren statischen Druck aufweist als dahinter. Das Gegenstück zur Überdruckturbine ist die Gleichdruckturbine oder Aktionsturbine, in der die Arbeit nur aus der kinetischen Energie, dem dynamischen Druck des Arbeitsmediums, kommt.

## Technik
Die verwendbare Arbeit für das Laufrad kommt hauptsächlich aus der Umwandlung von statischem Druck in Geschwindigkeit gemäß der Bernoullischen Energiegleichung. Das Hauptmerkmal einer Reaktionsturbine ist, dass nur ein Teil des am Eintritt in die Turbine anstehenden Drucks in Geschwindigkeit umgewandelt wird, bevor das Wasser auf das Laufrad trifft. Das Wasser füllt den ganzen Raum zwischen den Schaufeln des Läufers. Während das Wasser durch den Läufer strömt, verringert sich der Druck im Strömungskanal zwischen den einzelnen Schaufeln fortlaufend, was durch die Impulswirkung des Wassers auf den Läufer verursacht wird.
Sinnvollerweise schließt sich an die Reaktionsturbine ein Diffusor an, der die kinetische Energie des aus der Turbine ausströmenden Wassers wieder in statischen Druck umwandelt. Dieser Diffusor wird bei Wasserturbinen als Saugrohr bezeichnet.

### Reaktionsgrad

Beispiel einer Überdruckturbine mit Reaktionsgrad r = 1

Der Reaktionsgrad r bezeichnet das Verhältnis der Enthalpie, die im Läufer umgesetzt wird, zur gesamten in der Turbine umgesetzten Enthalpie. Bei einer Reaktionsturbine ist der Reaktionsgrad stets größer null (r > 0), bei einer Gleichdruckturbine gleich null (r = 0) und bei einer Unterdruckturbine kleiner null (r < 0). Die Unterdruckturbine ist eine theoretisch mögliche Konstellation ohne praktischer Anwendung.
Praktisch ausgeführte Reaktionsturbinen haben einen Reaktionsgrad zwischen null und eins (r > 0), was heißt, dass ein Teil des Drucks außerhalb des Läufers abgebaut wird. Bei Dampfturbinen und Gasturbinen liegt der Wert nahe bei 0,5, was heißt, dass die Hälfte des Druckabbaus im Leitwerk und die andere Hälfte im Läufer geschieht. Überdruckturbinen mit einem Reaktionsgrad gleich 1 (r = 1) finden industriell keine Anwendung. Bei diesem Typ von Turbine wird der gesamte statische Druck mithilfe einer Düse auf dem Läufer in kinetische Energie umgewandelt, wie das beim oft zitierten Schulbuchbeispiel der Fall ist.

## Anwendung
Das oben Beschriebene gilt nicht nur für Wasserturbinen, sondern auch für Dampfturbinen und Gasturbinen. Gasturbinen werden immer als Überdruckturbinen ausgeführt, Dampfturbinen können als Überdruck- oder Gleichdruckturbinen ausgeführt werden. Von den Wasserturbinen sind die Kaplan- und Francis-Turbine Überdruckturbinen, wohingegen die Pelton-Turbine eine reine Gleichdruckturbine ist.